# Malachi Farrell
Pour les articles homonymes, voir Farrell.
Malachi Farrell, né en 1970 à Dublin, est un artiste irlandais qui vit et travaille en région parisienne, à Malakoff. Il est arrivé en France en 1972 lorsque ses parents ont décidé de quitter l'Irlande pour s'installer à Paris. Il est le frère de Liam Farrell, musicien connu sous le nom de « Doctor L », et de Seamus Farrell (l'ainé), artiste plasticien.

## Formation
- 1987-1992 École régionale des beaux-arts, Rouen
- 1993 Institut supérieur des hautes-études, Paris (Professeur : Daniel Buren)
- 1994-1995 Rijksakademie, Amsterdam, Pays-Bas

## Travail artistique
Il réalise des installations et il est considéré comme un artiste politique cybernétique.
Il utilise en effet le son, la lumière, la chorégraphie de machines et d'objets articulés par des circuits électroniques complexes dont il dessine lui-même les plans. Dans ces mises en scène mêlant bricolage et techniques de pointe, Malachi Farrell raconte des fables contemporaines empreintes d'une forte charge émotionnelle, où le spectateur, continuellement mis en danger, est amené à prendre conscience du devoir d'engagement face à une société qu'il considère trop souvent brutale. Il compose avec humour, utilisant la satire et la caricature, il peut donc en ce sens se rattacher à Daumier ou à Beckett, son art est avant tout politique et dénonciateur,,,. Une grande partie de son travail est visible sur son site internet.
Il œuvre à des chorégraphies électro-mécaniques, celles conditionnant notre environnement, en prenant en compte un vocabulaire issu de la culture punk et industrielle, soupe dans laquelle l'artiste est tombé lorsqu'il était petit. Ses dispositifs débordent parfois vers un genre et un esprit proche du théâtre (de rue). De même, les situations qu'il met en place ouvrent le point de vue sur une culture qu'il a pu se constituer en partageant une mixité d'origines (il partage la culture française et irlandaise).

## Collections  Publiques
- Centre national d'art et de culture Georges-Pompidou : O'black ;
- Fonds régional d'art contemporain, Corse : Fish flag mourant[10] ;
- Musée d'art contemporain du Val-de-Marne: Nature morte et La Gégène ;
- CAPC musée d'art contemporain de Bordeaux: The shops are closed ;
- Musée d'art contemporain de Marseille : Hooliganisme ;
- Domaine de Kerguéhennec, Bretagne, Bubbles[11] ;
- Collection FMAC, Ville de Paris : dessins ;
- Fonds régional d'art contemporain, Alsace : These boots are made for walking ;
- Fonds national d'art contemporain : Paparazzi[12] ;
- Centre d'art contemporain de Malakoff : "La Caravane folle"  ;

## Expositions
- 1994 : Ateliers 94, ARC, Musée d'Art Moderne de la Ville de Paris ;
- 1995 : Tu parles, J'écoute, Galerie Anne de Villepoix, Paris et Espace Jet-Lag K, Malakoff ;
- 1996 : Morceaux Choisis du Fonds national d'art contemporain, Le Magasin, Grenoble ;
- 1997 : Transit : Collection du FNAC, École Nationale Supérieure des Beaux Arts, Paris ;
- 1997 : Produire, Créer, Collectionner, Collection de la Caisse des Dépôts et Consignations, Musée du Luxembourg Paris ;
- 1998 : Do Oceans have Walls?, Kunsthalle Bremen, Bremen, (DE) ;
- 1998 : Jeux de Genres, Espace EDF Electra, Paris ;
- 1998 : Jardin d'Artiste : de mémoire d'arbre, Musée Zadkine, Paris ;
- 1998 : Bruits Secrets, CCC, Tours ;
- 1999 : Malachi Farrell, CAPC Musée, Contemporary Art Museum, Bordeaux ;
- 1999 : POW, Emanuel Walter Gallery, The San Francisco Art Institute, San Francisco (U.S.A) ;
- 1999 : Global Motion Part 2: Malachi Farrell, The University Art Museum, UCSB, Santa Barbara (U.S.A) ;
- 1999 : Malachi Farrell, attitudes, Geneva, (CH)[13] ;
- 2000 : Qu’est-ce qui se passe chez Xippas ?, Galerie Xippas, Paris ;
- 2001 : AÏE !, Galerie Municipale Édouard Manet, Gennevilliers ;
- 2002/03 : Manipulation, Stadt Backnang, Backnang, Comtemporary Arts Center (DE)[14] ;
- 2003 : Viens ! j’te fais un bon prix ! (Nothing Domestic), Galerie Xippas, Paris ;
- 2003 : Nothing Domestic, Sprengel Museum Hannover (DE) ;
- 2003/04 : Nothing Domestic, Gemeetemuseum Denhaag, The Hague (NL) ;
- 2004 : O’Black : Atelier Clandestin, organisé par In Extenso, La Tôlerie, Clermont-Ferrand ;
- 2004 : Nothing Domestic, Armymuseum, Delft (NL) ;
- 2005 : Nothing Stops a New Yorker, Thrust Projects, New York (U.S.A.)[15] ;
- 2007 : CCC Tours, Centre Régional d’Art Contemporain ;
- 2009 : Henry art settelement New York (U.S.A.), Thrust Projects, New York et Centre culturel Irlandais, Paris ;
- 2010 : FIART, performance pour le Centre Pompidou, Paris ;
- 2011 : No Money No Honey, galerie Nathalie Serroussi, Paris[16] ;
- 2011 : Rom and dub, exposition à l'école supérieure des beaux-arts de Montpellier (MO.CO. Esba)[17] ;
- 2012 : Nuit blanche 2012, Paris[7],[18] ;
- 2014 : Galerie des enfants, Centre Pompidou, Paris[19] ;
- 2015 : The Crypt, London (GB) et Macval France ;
- 2016 : Gallery Rafaella de Chirico Turino Italy, Gallery Patricia Dorfman, Paris.
- 2016 : 104 Emmaus Paris ,France
- 2019 : le voyage a Nantes ,human clock, and horror hits Nantes France
- 2020 : gallery Cyrille Putman Arles France
- 2021 : La Caravane folle, Nuit Blanche, centre d'art contemporain de Malakoff ,France
- 2021 : Centre culturel irlandais de Paris, Paris, France
- 2022 : the shops are closed Capc Bordeaux,centre d'Art Limay,centre culturel Algérien,Paris, France
- 2023 : Hooliganisme ,Mac Marseille ,France
- 2024 : Olympiade culturel Nanterre ,France

## Publications monographiques
- Malachi Farrell - Give then an inch and they make a mile, textes de Christine Macel, Catherine Francblin ; coproduction Centre d'art La Ferme du Buisson, Noisiel ; Centre d'art La Sinagogue de Delme, Delme ; La Maison des Arts, Malakoff ; Paris, 2002[20]  (ISBN 2909061299).
- Malachi Farrell & Seamus Farrell - Das Dorf, textes de Cécile Bourne, Robert Fleck, Christine Macel, Fernando Palma Rodriguez, éd. Ursula Blicke Stiftung, Kraichtal[21] (ISBN 9783930043118).